# Journal of Solution Chemistry
Journal of Solution Chemistry is een internationaal, aan collegiale toetsing onderworpen wetenschappelijk tijdschrift op het gebied van de fysische chemie.
De naam wordt in literatuurverwijzingen meestal afgekort tot J. Solution Chem.
Het wordt uitgegeven door Springer Science+Business Media en verschijnt maandelijks.
Het eerste nummer verscheen in 1972.